# Nikolaj Zimjatov
Nikolaj Semjonovitsj Zimjatov  (Russisch: Николай Семёнович Зимятов) (Moskou, 28 juni 1955) is een Russisch langlaufer. Tijdens de Olympische Spelen van 1980 in Lake Placid behaalde hij drie gouden medailles. Na zijn actieve carrière als atleet werd Zimjatov trainer, hij was onder meer trainer van de Russische ploeg voor de Olympische Spelen in Salt Lake City.

## Carrière
Zimjatov leerde langlaufen bij de omnivereniging Spartak Moskou. Later kwam hij uit voor de club van het leger, CSKA. In 1975 nam hij voor het eerst deel aan een junioren EK in Lieto in Finland. Zijn eerste medaille bij de senioren behaalde Zimjatov op de WK van 1978 in Lahti. 
In Lake Placid kwam zijn grote doorbraak. Tijdens de Olympische Spelen won Zimjatov goud op de 30 en de 50 km en met de ploeg van de Sovjet-Unie op de estafette. Vier jaar later voegde hij daar nog een gouden medaille op de 30 km aan toe.

## Resultaten

### Olympische Spelen
| Jaar | Plaats      | Resultaten                        |
| ---- | ----------- | --------------------------------- |
| 1980 | Lake Placid | 30 km · 50 km · 4x10 km estafette |
| 1984 | Sarajevo    | 30 km · 4x10 km estafette         |

1956: Veikko Hakulinen ·
1960: Sixten Jernberg ·
1964: Eero Mäntyranta ·
1968: Franco Nones ·
1972: Vjatsjeslav Vedenin ·
1976: Sergej Saveljev ·
1980: Nikolaj Zimjatov ·
1984: Nikolaj Zimjatov ·
1988: Aleksej Prokoerorov ·
1992: Vegard Ulvang ·
1994: Thomas Alsgaard ·
1998: Mika Myllylä ·
2002: Christian Hoffmann
1924: Thorleif Haug ·
1928: Per-Erik Hedlund ·
1932: Veli Saarinen ·
1936: Elis Wiklund ·
1948: Nils Karlsson ·
1952: Veikko Hakulinen ·
1956: Sixten Jernberg ·
1960: Kalevi Hämäläinen ·
1964: Sixten Jernberg ·
1968: Ole Ellefsæter ·
1972: Pål Tyldum ·
1976: Ivar Formo ·
1980: Nikolaj Zimjatov ·
1984: Thomas Wassberg ·
1988: Gunde Svan ·
1992: Bjørn Dæhlie ·
1994: Vladimir Smirnov ·
1998: Bjørn Dæhlie ·
2002: Michail Ivanov ·
2006: Giorgio Di Centa ·
2010: Petter Northug ·
2014: Aleksandr Legkov ·
2018: Iivo Niskanen ·
2022: Aleksandr Bolsjoenov
1936: Nurmela, Karppinen, Lähde, Jalkanen ·
1948: Östensson, Täpp, Eriksson, Lundström ·
1952: Hasu, Lonkila, Korhonen, Mäkelä ·
1956: Terentjev, Koltsjin, Anikin, Koezin ·
1960: Alatalo, Mäntyranta, Huhtala, Hakulinen ·
1964: Asph, Jernberg, Stefansson, Rönnlund ·
1968: Martinsen, Tyldum, Grønningen, Ellefsæter ·
1972: Voronkov, Skobov, Simasjov, Vedenin ·
1976: Pitkänen, Mieto, Teurajärvi, Koivisto ·
1980: Rotsjev, Bazjoekov, Beljajev, Zimjatov ·
1984: Wassberg, Kohlberg, Ottosson, Svan ·
1988: Ottosson, Wassberg, Svan, Mogren ·
1992: Langli, Ulvang, Skjeldal, Dæhlie ·
1994: Albarello, Vanzetta, De Zolt, Fauner ·
1998: Sivertsen, Jevne, Dæhlie, Alsgaard ·
2002: Alsgaard, Estil, Skjeldal, Aukland ·
2006: Valbusa, Di Centa, Piller Cottrer, Zorzi ·
2010: Richardsson, Olsson, Södergren, Hellner ·
2014: Nelson, Richardsson, Olsson, Hellner ·
2018: Tønseth, Sundby, Krüger, Klæbo ·
2022: Tsjervotkin, Bolsjoenov, Spitsov, Oestjoegov